# Pseudocardenal
Los pseudocardenales, cuasicardenales o anticardenales fueron los cardenales no canónicos creados por seis de los antipapas, en Roma o rivales de Roma, incluidos dos del papado de Aviñón y uno de Pisa, como príncipes de su gobierno cismático de la Iglesia católica.

## Estado
Su estado, como el de los antipapas y los antiobispos que éstos designaron/crearon, es discutido. Muchos pseudocardenales fueron creados durante la controversia entre la Santa Sede y el Sacro Imperio Romano Germánico durante el Cisma de Occidente, y algunos de los cardenales cambiaron su obediencia. La legitimidad de los Papas de las diferentes obediencias durante el Cisma de Occidente no fue un asunto claro para sus contemporáneos. Los términos antipapa, pseudocardenal y anticardenal no se utilizaban en aquella época, pero ahora son utilizados por algunos historiadores católicos romanos modernos.

## Creaciones de los antipapas
Los siguientes antipapas crearon pseudocardenales (se ha incluido su estado y edad en el momento de la creación entre paréntesis, cuando esté disponible):

### En Roma
Antipapa Anacleto II (1130-1138): 3 consistorios, 8 pseudocardenales
1. Consistorio de 1130.03.29 (3)
  1. Germano, Cardenal-Diácono
  2. Gregorio Otone, Cardenal-Diácono
  3. Pietro, OSB Cas., Cardenal-diácono
2. Consistorio de 1131
  1. Donato, cardenal sacerdote
  2. Anselmo, Cardenal-Sacerdote
  3. Rainaldo, Cardenal-Diácono
  4. Matteo, Cardenal-Diácono
3. Consistorio de 1135.03.3: sólo Benedicto, OSB Cas., Cardenal-Sacerdote

Antipapa Nicolás V (1328-1330): 4 consistorios, 9 pseudocardenales
1. Consistorio de 1328.05.15
  1. Giacomo Alberti, obispo emérito de Castello, cardenal-obispo
  2. Monseñor Franz Hermann, cardenal-obispo
  3. Bonifazio Donoratico, OP, obispo de Chersonissos, cardenal-obispo
  4. Monseñor Nicola Fabriani, OESA, Cardenal-Sacerdote
  5. Pietro Oringa, Cardenal-Sacerdote
  6. Giovanni Arlotti, Cardenal-Diácono
2. Consistorio de 1328.09: sólo Paolo da Viterbo, OFM, Cardenal-Diácono
3. Consistorio de 1329.01.19: sólo Giovanni Visconti (38), cardenal diácono
4. Consistorio de 1329: sólo Pandolfo Capocci, Cardenal-Diácono

Antipapa Félix V (1439-1449) - 4 consistorios, 23 pseudocardenales

### En Aviñón
Antipapa Clemente VII (1378-1394): 12 consistorios, 33 pseudocardenales
1. Consistorio del 1378.12.18 (6)
  1. Giacomo d’Itri, Patriarca de Constantinopla y la Archidiócesis Metropolitana de Otranto (Italia), Cardenal-Diácono
  2. Niccolò Brancaccio (38), Arzobispo Metropolitano de Cosenza (Italia), Cardenal-Sacerdote
  3. Pierre Amiel de Sarcenas, O.S.B. Clun. (69), Arzobispo Metropolitano de Embrun (Francia), Cardenal-Sacerdote
  4. Pierre-Raymond de Barrière, C.R.S.A., Obispo de Autun (Francia), Cardenal-Sacerdote
  5. Nicolas de Saint Saturnin, O.P., Maestro del Sagrado Palacio de la Prefectura de los Santos Palacios Apostólicos, Cardenal-Sacerdote
  6. Leonardo Rossi da Giffoni, O.F.M., Ministro General emérito de la Orden Menor de Frailes (Franciscanos), Cardenal-Sacerdote
2. Consistorio del 1381.03.19: sólo Gautier Gómez de Luna, Obispo de Palencia (España)
3. Consistorio del 1382.05.30: sólo Tommaso Clausse, O.P., Cardenal-Sacerdote
4. Consistorio del 1383.12.23:
  1. Pierre de Cros, O.S.B. Clun., Arzobispo Metropolitano de Arles (Francia) y Camarlengo de la Santa Iglesia Romana de la Reverenda Cámara Apostólica, Cardenal-Sacerdote
  2. Faydit d’Aigrefeuille, O.S.B. Clun., Obispo de Avignon (Francia), Cardenal-Sacerdote
  3. Aymery de Magnac, Obispo de Paris (Francia), Cardenal-Sacerdote
  4. Jacques de Menthonay, Cardenal-Sacerdote
  5. Amedeo di Saluzzo (22), Obispo de Valencia (Francia), Cardinal-Deacon
  6. Pierre Aycelin de Montaigut, O.S.B. Clun. (63), Obispo de Laon (Francia), Cardenal-Sacerdote
  7. Walter Wardlaw (66), Obispo de Glasgow (Escocia), Cardenal-Sacerdote
  8. Jean de Neufchatel (43), Obispo de Toul (Francia), Cardenal-Sacerdote
  9. Pierre de Fetigny, Cardenal-Diácono
5. Consistorio del 1384.04.15: sólo Pierre de Luxembourg (14), Obispo de Metz (Francia), Cardenal-Diácono
6. Consistorio del 1385.07.12: 
  1. Bertrand de Chanac, Patriarca de Jerusalén y  Administrador Apostólico de Le Puy-en-Velay (Francia), Cardenal-Sacerdote
  2. Tommaso Ammannati, Arzobispo Metropolitano de Nápoles (Italia), Cardenal-Sacerdote
  3. Giovanni Piacentini, Arzobispo Metropolitano emérito de Patrasso y Administrador Apostólico emérito de Castello, Cardenal-Sacerdote
  4. Amaury de Lautrec, Obispo de Saint-Bertrand-de-Comminges (Francia), Cardenal-Sacerdote
  5. Jean de Murol (45), Obispo de Genève (Suiza), Cardenal-Sacerdote
  6. Jean Rolland, Obispo de Amiens (Francia), Cardenal-Sacerdote
  7. Jean Allarmet de Brogny (43), Obispo de Viviers (Francia), Cardenal-Sacerdote
  8. Pierre de Thury, Obispo de Maillezais, Cardenal-Sacerdote
7. Consistorio del 1387.01: sólo Jaime de Prades y de Foix (45), Obispo de Valencia (España), Cardenal-Sacerdote
8. Consistorio del 1389.11.03: sólo Jean de Talaru, Arzobispo Metropolitano de Lyon (Francia), Cardenal-Sacerdote
9. Consistorio del 1390.07.21: sólo Martín de Zalba (53), Obispo de Pamplona (España), Cardenal-Sacerdote
10. Consistorio del 1390.10.17 (2)
  1. Jean Flandrin (89), Arzobispo Metropolitano de Auch (Francia), Cardenal-Sacerdote
  2. Pierre Girard, Obispo de Le Puy-en-Velay (Francia), Cardenal-Sacerdote
11. Consistorio del 1391.04.17: sólo Guillaume de Vergy (41), Arzobispo Metropolitano de Besançon (Francia), Cardenal-Sacerdote
12. Consistorio del 1394.01.23: sólo Pedro Fernández de Frías, Obispo de Osma (España), Cardenal-Sacerdote

Antipapa Benedicto XIII (1394-1423) - 7 consistorios, 19 pseudocardenales
1. Consistorio del 24.12.1395: sólo Pierre Blain, cardenal diácono
2. Consistorio del 22 de septiembre de 1397
  1. Fernando Pérez Calvillo, Obispo de Tarazona (España), Cardenal-Sacerdote
  2. Jofré de Boil, cardenal-diácono
  3. Pedro Serra, obispo de Catania (Italia), cardenal-sacerdote
3. Consistorio del 21.12.1397
  1. Berenguer de Anglesola, Obispo de Gerona (España), Cardenal-Sacerdote
  2. Bonifacio Ammannati, Cardenal-Diácono
  3. Louis de Bar (27), obispo electo de Langres (Francia), cardenal diácono
4. Consistorio de 1404.05.09
  1. Miguel de Zalba (30), cardenal-diácono
  2. Antonio de Challant (54), Cardenal-Diácono
5. Consistorio del 1408.09.22
  1. Pierre Ravat, Canónigos Regulares de San Agustín (CRSA), Obispo de Saint-Pons-de-Thomières (Francia), Cardenal-Sacerdote
  2. Jean d'Armagnac (58), arzobispo metropolitano emérito de Auch (Francia), cardenal-sacerdote
  3. Juan Martínez de Murillo, Orden del Císter (O. Cist.), Cardenal-Sacerdote
  4. Carlos Jordán de Urriés y Pérez Salanova, Cardenal-Diácono
  5. Alfonso Carrillo de Albornoz, Cardenal-Diácono
6. Consistorio del 1412.12.14: sólo Pedro Fonseca, Cardenal-Diácono
7. Consistorio de 1423.05.22
  1. Julián Lobera y Valtierra, Cardenal-Sacerdote
  2. Ximeno Dahe, Cardenal-Sacerdote
  3. Domingo de Bonnefoi, Cartujos (O. Cart.), Cardenal-Sacerdote
  4. Monseñor Jean Carrier, cardenal-sacerdote

### En Pisa
Antipapa Juan XXIII (1410-1415): 4 consistorios, 18 pseudocardenales
1. Consistorio del 1411.06.06
  1. Francesco Lando, Patriarca latino de Constantinopla y Patriarca latino emérito de Grado (Italia), Cardenal-Sacerdote
  2. Antonio Panciera (61), Patriarca Latino de Aquileia (Italia), Cardenal-Sacerdote
  3. Alamanno Adimari (49), arzobispo metropolitano de Pisa (Italia), cardenal-sacerdote
  4. João Afonso Esteves da Azambuja (71), arzobispo metropolitano de Lisboa (Portugal), cardenal-sacerdote
  5. Pierre d'Ailly (61), obispo de Cambrai (Francia), cardenal-sacerdote
  6. Georg von Liechtenstein-Nicolsburg (51), obispo de Trento (Italia), rechazó su promoción no canónica
  7. Tommaso Brancaccio, obispo de Tricarico (Italia), cardenal-sacerdote
  8. Branda Castiglione (61), obispo emérito de Piacenza (Italia), cardenal-sacerdote
  9. Arzobispo Thomas Langley (48), obispo de Durham (Inglaterra), cardenal-sacerdote
  10. Arzobispo Robert Hallam, obispo de Salisbury (Inglaterra), cardenal-sacerdote
  11. Gilles Deschamps (61), obispo de Coutances (Francia), cardenal-sacerdote
  12. Guglielmo Carbone, obispo de Chieti (Italia), cardenal-sacerdote
  13. Padre Guillaume Fillastre (63), cardenal-sacerdote
  14. Mons. Lucido Conti, Cardenal-Diácono
  15. Francesco Zabarella (50), obispo de Florencia (Italia), cardenal diácono
2. Consistorio del 13/04/1413: sólo Simón de Cramaud (68), Patriarca latino de Alejandría, Arzobispo metropolitano de Reims (Francia) y Administrador Apostólico de Aviñón (Francia), Cardenal-Sacerdote
3. Consistorio del 1413.11.18: sólo Giacomo Isolani (53), cardenal diácono
4. Consistorio de 1414.09: sólo Pierre de Foix, OFM (28), obispo de Lescar (Francia), cardenal-sacerdote